# Aiá
Aiá, ou Aías ("falcão") é o nome de dois personagens bíblicos:
1. Um dos horeus, filho de Zibeão, e irmão de Aná, que era pai de uma das esposas de Esaú.[2][3]
2. Pai de Rispa, uma concubina de Saul, sobre quem Isbosete acusou falsamente Abner,[4] e cujos filhos foram enforcados para apaziguar os gibeonitas, que Saul tinha defraudado.[5]